# Милан Станковић (фудбалер)
Милан Станковић (Лесковац, 18. октобар 1991) српски је фудбалер који тренутно наступа за Дубочицу. Игра на позицији одбрамбеног играча.